# زرافيات مايو
زرافيات مايو أو زخة شهب كوكبة الزرافة لمايو (بالإنجليزية: May Camelopardalids)‏ هو زخة شهب أو انهمار نيزكي وقع في مايو 2014 من قبل المذنب المعروف باسم 209 بي/لينيار.

## الأحداث
عدة نتائج أولية للعالمين إسكو ليتينن وكذلك بيتر جينيسكنس، وأكدها لاحقا بعض الباحثين، تتنبأ بأن المذنب 209/بي لينيار سيسبب زخة شهب مشعة ومتوهجة تابعة لكوكبة أخرى وهي الزرافة في الليلة الفاصلة بين 23 و 24 مايو 2014. تم توقع ما بين 100 و 400 شهاب في الساعة، ووصل البعض إلى توقع 100 شهاب في الساعة. جميع مسارات المذنب 1803 إلى 1924 يمكن أن تتقاطع مع مدار الأرض خلال مايو 2014. من المتوقع أن يكون الحد الأقصى لنشاط هذه الزخة في 24 مايو على الساعة 7 مساء عندما تتقاطع سحب الغبار مع مسارات الشهب بسرعة 0.0002 وحدة فلكية (000 30 كم/ساعة) في الأرض.

## مقالات ذات صلة
- زخة شهب
- مذنب
- شهاب
- كوكبة الزرافة